# Kleinothraupis
Kleinothraupis is een geslacht van zangvogels uit de grote Amerikaanse familie Thraupidae (tangaren). De vijf soorten uit dit geslacht zijn op grond van DNA-onderzoek uit het geslacht Hemispingus verwijderd  en in dit geslacht geplaatst. De naam is een eerbetoon aan de Amerikaanse vogelkundige Nedra K. Klein (1951 -  2001). Thraupis (θραυπίς) is Oudgrieks voor klein vogeltje.
- Kleinothraupis atropileus  – Zwartkruinthraupis
- Kleinothraupis auricularis  – Witbrauwthraupis
- Kleinothraupis calophrys  – Okerbrauwthraupis
- Kleinothraupis parodii  – Parodi's thraupis
- Kleinothraupis reyi  – Grijskapthraupis